# 8월 4일
8월 4일은 그레고리력으로 216번째(윤년일 경우 217번째) 날에 해당한다.

## 사건
- 70년 - 예루살렘 제2성전이 로마군에 의해 파괴되다.
- 1896년 - 조선의 지방제도를 23부에서 13도로 개편하는 칙령(제98호) 반포되다.
- 1903년 - 교황 비오 10세, 257대 로마 교황 취임.
- 1905년 - 이승만, 시어도어 루스벨트 대통령에게 한국의 독립 지원 요청
- 1914년 - 미국, 제1차 세계 대전에 중립선언.
- 1914년 - 영국, 독일에 선전포고. (제1차 세계 대전)
- 1915년 - 고를리체-타르누프 공세 중 독일군이 바르샤바 점령. (제 1차 세계 대전)
- 1944년 - 《안네의 일기》 저자 안네 프랑크 가족, 독일군에 체포.
- 1948년 - 제헌국회, 의장과 부의장에 각각 신익희(申翼熙)와 김약수(金若水) 선출.
- 1988년 - MBC 뉴스데스크 생방송 중 뉴스 스튜디오에서 도청장치 방송사고 발생.
- 1991년 - 탤런트 조형기 강원도 정선군에서 음주 운전중 30대 여성을 차에 치어 숨지게 함.
- 1996년 - 대한민국, 남산 국가안전기획부 청사 철거.
- 1999년 - 치사율 80% 에볼라 바이러스 독일에서 첫 발견.
- 2001년 - 모스크바에서 김정일 조선민주주의인민공화국 국방위원장과 블라디미르 푸틴 러시아 대통령 정상회담
- 2002년 - 남북실무접촉 대표, 남북장관급회담(제7차) 재개와 조선민주주의인민공화국 선수단의 아시안게임 참가 논의.
- 2003년 - 정몽헌 현대그룹 회장이 투신 자살하다.
- 2014년 - 방글라데시 여객선 피낙 6호 침몰.
- 2020년 - 레바논 베이루트항에서 거대한 폭발 사고 발생.

## 문화
- 1797년 - 조선에서 《육주약선(陸奏約選)》이 완성됨.
- 2007년 - 화성 탐사선 피닉스가 발사되다.
- 2014년 - 문화방송이 여의도 시대를 마감하고, 마포구 상암동에서 신사옥 시대를 시작.
- 2024년 - SBS 파워FM 파워타임 마지막 방송이 28년 만에 폐지되었다.

## 탄생
- 1281년 - 원나라의 제3대 황제 원 무종(武宗). (~1311년)
- 1521년 - 제228대의 교황 교황 우르바노 7세. (~1591년)
- 1792년 - 영국의 시인 퍼시 비시 셸리. (~1822년)
- 1805년 - 아일랜드의 수학자 윌리엄 로언 해밀턴 (~1865년)
- 1821년 - 프랑스의 사업가이자 루이비통의 설립자 루이 비통 (~1892년)
- 1834년 - 영국의 논리학자, 도덕 철학자, 벤 다이어그램 발명가 존 벤. (~1923년)
- 1856년 - 조선 말기의 정치인, 일제 강점기의 조선귀족 조동희. (~1934년)
- 1859년 - 노르웨이의 소설가 크누트 함순. (~1952년)
- 1892년 - 대한민국의 독립운동가, 정치인 조동호. (~1954년)
- 1900년
  - 영국의 왕족 엘리자베스 보우스라이언. (~2002년)
  - 일본의 슈퍼센티네리언 다지마 나비. (~2018년)
- 1901년 - 미국의 재즈 뮤지션 루이 암스트롱. (~1971년)
- 1912년 - 스웨덴의 외교관 라울 발렌베리. (~1945년)
- 1927년 - 대한민국의 아동음악가 권길상. (~2015년)
- 1928년 - 헝가리의 배우 카다르 플로라. (~2003년)
- 1929년 - 팔레스타인 정치인 야세르 아라파트. (~2004년)
- 1937년
  - 대한민국의 언론인, 정치인 최시중.
  - 대한민국의 배우 유순철.
- 1938년 - 대한민국의 정치인 신철주. (~2005년)
- 1944년 - 미국의 배우 리차드 벨저. (~2023년)
- 1945년 - 대한민국의 건축가 정기용. (~2011년)
- 1947년 - 독일의 작곡가 클라우스 슐체. (~2022년)
- 1951년 - 미국의 정치인 레인 에번스. (~2014년)
- 1953년
  - 대한민국의 승려 이광영. (~2021년)
  - 일본의 전 야구 선수, 전 야구 감독 나시다 마사타카.
- 1954년 - 대한민국의 공무원, 정치인, 의원 이석주.
- 1955년 - 미국의 배우 빌리 밥 손턴.
- 1956년
  - 대한민국의 종교인 오정현.
  - 미국의 해군 예비역 대장 및 제 24대 주한 미국 대사 해리 해리스.
  - 미국의 육상 선수 조니 헌틀리.
- 1958년 - 미국의 육상 선수 그레그 포스터. (~2023년)
- 1959년 - 오스트레일리아의 종교지도자 노군홍. (~2021년)
- 1960년
  - 대한민국의 전 야구 선수 이광길.
  - 대한민국의 양궁 선수, 양궁 지도자 박영숙.
  - 스페인의 정치인 호세 루이스 로드리게스 사파테로.
- 1961년 - 미국의 정치인, 제44대 대통령 버락 오바마.
- 1962년 - 체코의 작가 야힘 토폴.
- 1963년
  - 미국의 변호사, 정치인 키스 엘리슨.
  - 대한민국의 정치인 조해진.
  - 대한민국의 배우 김승욱.
- 1965년 - 대한민국의 전 야구 선수 허정욱.
- 1968년
  - 대한민국의 야구 선수 강남규.
  - 미국의 배우 대니얼 대 킴.
  - 스웨덴의 모델, 배우 마르쿠스 솅켄베리.
- 1971년 - 일본의 배우 단 레이.
- 1973년
  - 대한민국의 전 야구 선수 임선동.
  - 대한민국의 배우 이윤성.
- 1974년
  - 프랑스의 전 축구 선수, 현 축구 감독 코린 디아크르.
  - 일본의 성우 미즈타 와사비.
  - 아르헨티나의 축구 선수 킬리 곤살레스.
- 1976년
  - 일본의 성우 나바타메 히토미.
  - 일본의 전 야구 선수 후쿠모리 가즈오.
  - 대한민국의 법조인 정진아.
- 1978년
  - 일본의 성우 히노 사토시.
  - 대한민국의 기상캐스터 이설아.
- 1979년
  - 대한민국의 전 방송 기자 김지언.
  - 대한민국의 컬링 선수 박지현.
- 1980년
  - 대한민국의 배우 이규한.
  - 대한민국의 가수 정재원 (넬).
  - 대한민국의 전 가수 더 네임.
- 1981년
  - 일본의 유도 선수 다니모토 아유미.
  - 미국의 배우 서식스 공작부인 메건.
- 1982년
  - 대한민국의 방송인, 전 아나운서 이지윤.
  - 대한민국의 배우 전미도.
  - 대한민국의 래퍼 원카인.
  - 대한민국의 배우 김민.
  - 이탈리아의 축구 선수 루카 안토니니.
- 1983년
  - 대한민국의 전 축구 선수 강동구.
  - 미국의 배우, 영화감독 그레타 거윅.
  - 대한민국의 배우 손여은.
  - 대한민국의 배우, 모델 최수은.
  - 일본의 성우 테라사키 유카.
- 1984년 - 러시아의 전 리듬 체조 선수, 코치 나탈리야 라브로바. (~2010년)
- 1985년
  - 대한민국의 전 농구 선수 하승진.
  - 에콰도르의 축구 선수 안토니오 발렌시아.
  - 조선민주주의인민공화국의 역도 선수 박현숙.
  - 일본의 야구 선수 사카키바라 료.
- 1986년
  - 대한민국의 가수 주비.
  - 대한민국의 역도 선수 윤진희.
- 1987년 - 대한민국의 가수, 뮤지컬 배우 선민.
- 1988년
  - 대한민국의 전직 스타크래프트 프로게이머 송병구.
  - 미국의 교사, 인터넷 방송인 올리버쌤.
  - 대한민국의 배우 장선.
- 1990년
  - 대한민국의 성우 최윤정.
  - 대한민국의 복싱 선수 오연지.
  - 크로아티아의 축구 선수 마야 요슈차크.
- 1992년
  - 대한민국의 스타그래프트, 프로게이머 고병재.
  - 대한민국의 야구 선수 이우찬.
  - 대한민국의 요리 유튜버 수빙수tv.
- 1993년 - 대한민국의 가수 조연진.
- 1994년
  - 대한민국의 배우 박소정.
  - 일본의 배우 후쿠다 마유코.
- 1995년
  - 대한민국의 가수 동헌.
  - 미국의 가수, 아나운서 세은 미카엘.
- 1996년
  - 대한민국의 축구 선수 김우석.
  - 대한민국의 배우 김정하.
- 1997년
  - 대한민국의 전 배우 심혜원.
  - 대한민국의 컬링 선수 성지훈.
  - 헝가리의 육상 선수 헐라스 벤체.
  - 우크라이나의 육상 선수 미하일로 코한.
- 1999년 - 대한민국의 치어리더 이다혜.
- 2000년 - 에콰도르의 축구 선수 작손 포로소.
- 2003년 - 대한민국의 치어리더 한서희.
- 2004년
  - 대한민국의 야구 선수 김현종.
  - 중화인민공화국의 수영 선수 판잔러.

### 미상
- 대한민국의 가수 백노루양.
- 대한민국의 가수 노상현.

## 사망
- 221년 - 위나라의 초대 황제 조비의 정비 문소황후. (183년~)
- 966년 - 프랑크 왕국 출신 이탈리아의 귀족이자 이탈리아의 왕 베렌가리오 2세 이브렌시스. (900년~)
- 1265년 - 영국의 정치인 제6대 레스터 백작 시몽 드 몽포르. (1208년~)
- 1857년 - 조선 순조의 정비 순원왕후. (1789년~)
- 1875년 - 덴마크의 동화작가, 소설가 한스 크리스티안 안데르센. (1805년~)
- 1926년
  - 일제강점기의 연극 배우 김우진. (1897년~)
  - 일제강점기의 가수 윤심덕. (1897년~)
- 1952년 - 대한민국의 소설가 정인택. (1909년~)
- 1970년 - 대한민국의 서양 화가 이봉상. (1916년~)
- 1992년 - 일본의 작가 마쓰모토 세이초. (1909년~)
- 1997년 - 프랑스의 슈퍼센티네리언 잔 칼망. (1875년~)
- 2003년 - 대한민국 기업가 정몽헌. (1948년~)
- 2004년 - 대한민국 아나운서 정은임. (1968년~)
- 2009년 - 대한민국의 수영 선수 조오련. (1952년~)
- 2011년
  - 대한민국의 극작가 안현정. (1977년~)
  - 일본의 축구 선수 마쓰다 나오키. (1977년~)
- 2014년 - 대한민국의 기업인 서상록. (1937년~)
- 2015년 - 대한민국의 정치인 박상천. (1938년~)
- 2018년 - 일본의 배우 츠가와 마사히코. (1940년~)
- 2019년 - 캄보디아의 정치인 누온 찌어. (1926년~)
- 2023년 - 페루의 예술가 루이스 알라르콘. (1929년~)
- 2024년 - 미국의 물리학자 리정다오. (1926년~)
- 2025년 - 대한민국의 배우 송영규. (1970년~)

## 기념일
- 해안경비대의 날: 미국
- 제헌절: 쿡 제도
- 마티차 슬로벤스카 설립기념일: 슬로바키아
- 혁명의 날: 부르키나파소

## 같이 보기
- 전날: 8월 3일 다음날: 8월 5일 - 전달: 7월 4일 다음달: 9월 4일
- 음력: 8월 4일
- 모두 보기